# Regions Financial Corporation
Regions Financial Corporation – amerykańska spółka publiczna z siedzibą w Birmingham w stanie Alabama, wchodząca w skład indeksu S&P 100. Świadczy usługi bankowości detalicznej i komercyjnej, zarządzania aktywami, maklerskie, hipoteczne oraz ubezpieczeniowe w zakresie produktów i usług.
Aktywa Regions Financial Corporation wynoszą ponad 146 mld dolarów (2009), co daje przedsiębiorstwu pozycję w pierwszej dziesiątce największych amerykańskich banków.
Spółka zależna - Regions Bank - posiada około 2000 oddziałów oraz 2400 bankomatów, które rozmieszczone są na południu, środkowym zachodzie Stanów Zjednoczonych oraz w Teksasie.
Inna spółka zależna RFC - Morgan Keegan & Company - posiada ponad 450 oddziałów w 16 stanach i zajmuje się bankowością inwestycyjną, pośrednictwem w transakcjach kupna i sprzedaży papierów wartościowych oraz usługami w zakresie zarządzania aktywami. 